# AIKa R-16: Virgin Mission
AIKa R-16: Virgin Mission es una miniserie de anime de tres episodios en formato OVA de Studio Fantasia, dirigida por Katsuhiko Nishijima. Se trata de una precuela de Aika. Las protagonistas son las mismas, con la presencia de algunos nuevos, pero 10 años más jóvenes que en Aika. La serie, como su predecesora, es de acción, aventuras y ecchi.

## Episodios
Son tres episodios.
El primer episodio salió el 25 de abril de 2007:
- VIRGIN MISSION 1: Secret Game.

El segundo episodio tiene como fecha de lanzamiento el 27 de julio de 2007:
- VIRGIN MISSION 2: Peach Peach Beach.

El tercer episodio salió el 25 de septiembre de 2007.
- VIRGIN MISSION 3: Deep Blue Girl

## Argumento
La serie comienza con la protagonista de "Agent Aika", la propia Aika Sumeragi, la cual es una estudiante de preparatoria de 16 años. Con su mente aguda y cuerpo atlético, Aika ha logrado pasar la prueba del programa de salvamento de la clase C, y ahora está en la clase A. Su compañera de clase Eri Shingai y presidenta fundadora del club "buscadores de tesoros", le proporcionará su primera misión: la investigación sobre el misterio de Karen Minamino.